# Олекшин
Олекшин (пол. Olekszyn) — село в Польщі, у гміні Кішково Гнезненського повіту Великопольського воєводства.
Населення — 113 осіб (2011).
У 1975-1998 роках село належало до Познанського воєводства.

## Демографія
Демографічна структура станом на 31 березня 2011 року:
|          | Загалом | Допрацездатний вік | Працездатний вік | Постпрацездатний вік |
| -------- | ------- | ------------------ | ---------------- | -------------------- |
| Чоловіки | 56      | 11                 | 38               | 7                    |
| Жінки    | 57      | 13                 | 36               | 8                    |
| Разом    | 113     | 24                 | 74               | 15                   |